# László Krasznahorkai
Dans le nom hongrois Krasznahorkai László, le nom de famille précède le prénom, mais cet article utilise l’ordre habituel en français László Krasznahorkai, où le prénom précède le nom.
Œuvres principales
Tango de Satan
La Mélancolie de la résistance
Guerre & Guerre
Compléments
László Krasznahorkai, né le 5 janvier 1954 à Gyula (Hongrie), est un écrivain et scénariste hongrois, auteur de plusieurs dystopies. Il a signé les adaptations de ses romans, notamment Tango de Satan et La Mélancolie de la résistance, pour des films réalisés par Béla Tarr.

## Biographie
Fils d'un avocat et d'une fonctionnaire, il termine en 1972 des études secondaires, durant lesquelles il a reçu une formation de premier ordre en latin. De 1973 à 1976, il étudie le droit à l'Université Attila József (aujourd'hui Université de Szeged).
En 1977, il publie une première nouvelle, intitulée Tebenned Hittem, dans le journal Mozgó Világ (« Monde mouvant »). L'année suivante, il décide de poursuivre ses études, cette fois en littérature, à l'Université Loránd-Eötvös, où il soutient avec succès en 1983 une thèse sur Sándor Márai. Krasznahorkai devient ensuite éditeur, mais abandonne ce métier pour se consacrer entièrement à l'écriture.
En 1985, il publie Tango de Satan (Sátántangó) qui obtient un important succès critique. À la même époque, il amorce, en tant que scénariste, sa fructueuse collaboration avec le réalisateur de cinéma Béla Tarr.
Sa première sortie d'Europe de l'Est date de 1987, à Berlin-Ouest, pour un séjour d'un an, à la Deutscher Akademischer Austauschdienst.
La consécration internationale lui vient en 1989 avec la parution du roman La Mélancolie de la résistance (Az ellenállás melankóliája). Son ami, l'écrivain et lauréat du prix Nobel de littérature Imre Kertész affirme « Ses phrases longues et sinueuses m'enchantent. Et même si son univers peut sembler sombre par moments, on a sans cesse l'impression d'y percevoir cette transcendance qui, pour Nietzsche, représentait une forme de consolation métaphysique ».
En 1990, il commence ses voyages dans l'Est de l'Asie (Chine, Mongolie).
En 1996, il est au Collège scientifique de Berlin.
En 2000, Krasznahorkai signe l'adaptation de ce roman pour le film Les Harmonies Werckmeister (Werckmeister harmóniák), réalisé par Béla Tarr.
Krasznahorkai reçoit le prix Kossuth en 2004 et le Prix international Booker en 2015. Il est régulièrement cité parmi les auteurs susceptibles de recevoir le Prix Nobel de Littérature.

## Œuvres

### Romans et récits
Les œuvres de Krasznahorkai sont traduites en français par Joëlle Dufeuilly.
- Sátántangó (1985) Publié en français sous le titre Tango de Satan[3],[4], Paris, Gallimard, coll. « Du monde entier », 2000  (ISBN 2-07-075255-0) ; réédition, Paris, Gallimard, coll. « Folio » no 6279, 2017  (ISBN 978-2-07-271443-6)
- Az ellenállás melankóliája (1989) Publié en français sous le titre La Mélancolie de la résistance, Paris, Gallimard, coll. « Du monde entier », 2006  (ISBN 2-07-076757-4) ; réédition, Paris, Gallimard, coll. « Folio » no 6152, 2016  (ISBN 978-2-07-079265-8)
- Az urgai fogoly (1993)
- Háború és háború (1999)[5],[6],[7],[8],[9],[10],[11] Publié en français sous le titre Guerre & Guerre, Paris, Cambourakis, coll. « Irodalom », 2013  (ISBN 978-2366240610) ; réédition, Arles, Actes Sud, coll. « Babel » no 1345, 2015  (ISBN 978-2-330-05652-0)
- Északról hegy, Délről tó, Nyugatról utak, Keletről folyó (2003)Publié en français sous le titre Au nord par une montagne, au sud par un lac, à l'ouest par les chemins, à l'est par un cours d'eau, Paris, Cambourakis, 192 pages, coll. « Irodalom », 2010  (ISBN 978-2-916589-54-1) ; réédition, Arles, Actes Sud, coll. « Babel » no 1466, 2017  (ISBN 978-2-330-07818-8)
- Rombolás és bánat az Ég alatt (2004) (Destruction et chagrin sous le ciel)
- Seiobo járt odalent (2008)[12],[13] Publié en français sous le titre Seiobo est descendue sur terre, Paris, Cambourakis, 412 pages, coll. « Irodalom », 2018  (ISBN 978-2-36624-329-1) ; réédition, Arles, Actes Sud, coll. « Babel » no 1642, 2019  (ISBN 978-2-330-12510-3)
- Az utolsó farkas (2009) Publié en français sous le titre Le Dernier Loup, Paris, Cambourakis, coll. « Irodalom », 80 pages, 2019  (ISBN 978-2366244427) ; réédition, Paris, Cambourakis, coll. « Irodalom », 2022, 74 pages  (ISBN 978-2-36624-671-1)
- Báró Wenckheim hazatér (2016) Publié en français sous le titre Le baron Wenckheim est de retour, Paris, Cambourakis, coll. « Irodalom », 2023, 528 pages  (ISBN 978-2-366246-93-3) ; réédition, Arles, Actes Sud, coll. « Babel » no 1955, 2024  (ISBN 978-2-330-19529-8)
- Aprómunka egy palotaért (2018) Publié en français sous le titre Petits travaux pour un palais, Paris, Cambourakis, coll. « Irodalom », 112 pages, 2024  (ISBN 978-2-366249-11-8)
- Hersch 07769 (2021)
- Zsömle odavan (2024)

### Recueils de nouvelles
- Kegyelmi viszonyok (1986) Publié en français sous le titre Sous le coup de la grâce : nouvelles de mort, Marseille, Éditions Vagabonde, 2015  (ISBN 978-2-919067-15-2)
- Megjött Ézsaiás (1998)[14],[15] Publié en français sous le titre La Venue d’Isaïe, Paris, Cambourakis, 2013  (ISBN 978-2366240023) ; réédition, Paris, Cambourakis, coll. « Irodalom », 2018, 51 pages  (ISBN 978-2-36624-329-1)
- Állatvanbent (2010) Publié en anglais sous le titre Animalinside, New York, New Directions, 2010  (ISBN 0956509215)
- Megy a világ (2013)
- Mindig Homérosznak (2019)

### Autres publications
- A Théseus-általános (1993), essais et fictions Publié en français sous le titre Thésée universel, Marseille, Éditions Vagabonde, avril 2011, 96 pages  (ISBN 978-2-919067-04-6)
- Este hat; néhány szabad megnyitás (2001)
- Nem kérdez, nem válaszol. Huszonöt beszélgetés ugyanarról (2012)

## Scénarios
- 1988 : Damnation (Kárhozat), film hongrois réalisé par Béla Tarr, scénario original de László Krasznahorkai
- 1994 : Le Tango de Satan (Sátántangó), film hongrois réalisé par Béla Tarr, adaptation par László Krasznahorkai de son roman Tango de Satan
- 2000 : Les Harmonies Werckmeister (Werckmeister harmóniák), film hongrois réalisé par Béla Tarr, adaptation par Krasznahorkai de son propre roman intitulé La Mélancolie de la résistance
- 2007 : L'Homme de Londres (A Londoni férfi), film hongrois réalisé par Béla Tarr, adaptation par Krasznahorkai du roman L'Homme de Londres de Georges Simenon
- 2011 : Le Cheval de Turin (A torinói ló), film hongrois réalisé par Béla Tarr, scénario original de Krasznahorkai et Béla Tarr

## Prix et distinctions
- Prix József Attila 1987
- Prix Tibor Déry 1992
- Preis der SWR-Bestenliste 1993 pour La Mélancolie de la résistance
- Prix Sándor Márai 1998
- Prix de la Open Society Foundations 2003
- Prix Kossuth 2004
- America Award in Literature 2014
- Prix Vilenica 2014
- Prix international Man Booker 2015
- Prix d'Art AEGON 2017
- Docteur honoris causa de l'Université Babeș-Bolyai 2019
- Prix de l'État autrichien pour la littérature européenne 2021
- Prix Formentor 2024

## Sur quelques ouvrages

### Le Dernier Loup(2009)
Une personnalité renommée, bien que déchue, désormais plus habituée à fréquenter un bar hongrois d'une grande ville allemande, est surpris de recevoir une invitation de résidence en Estrémadure. Il accepte finalement de s'y rendre, pour une semaine, avec presque comme seule indication le souvenir d'un article de journal, concernant la mort du dernier loup d'Estrémadure ou d'Espagne, en 1985. Une expédition l'y entraîne, à la découverte d'autres vérités.